# Такамацу (аеропорт)
Аеропорт Такамацу (яп. 高松空港, たかまつくうこう, такамацу куко; англ. Takamatsu Airport) — державний вузловий міжнародний аеропорт в Японії, розташований в місті Такамацу префектури Каґава. Розпочав роботу з 1989 року. Спеціалізується на внутрішніх та міжнародних авіаперевезеннях. Початково називався Новим аеропортом Такамацу, але 1991 року змінив назву на сучасну.